# Lefortovo (gevangenis)
Lefortovo (Russisch: Лефортовская тюрьма) is een gevangenis in het oostzuidoosten van Moskou in Rusland. De gevangenis dateert uit 1881. De naam refereert aan de stadsdeelgemeente (het district) Lefortovo, gelegen in de okroeg Zuidoost. Lefortovo verwijst naar Franz Lefort, een intimus van tsaar Peter de Grote.
Tijdens de Grote Zuivering werd de gevangenis gebruikt door de NKVD voor ondervragingen met marteling. Later werd Lefortovo een gekende gevangenis van de KGB waar politiek gevangenen van de Sovjet-Unie werden gevangen gehouden. In 1994 werd het bestuur overgeheveld naar de MVD, het Russisch ministerie van binnenlandse zaken, maar van 1996 tot 2005 ging het bestuur terug over naar de Federalnaja sloezjba bezopasnosti. De gevangenis wordt sinds 2005 beheerd door de Russische Minister van Justitie.

## Bekende gevangenen
- Meerdere daders van de Augustusstaatsgreep in Moskou
- Vasili Blücher
- Vladimir Boekovski
- Jevgenia Ginzboerg
- Eduard Limonov
- Aleksandr Litvinenko
- Mathias Rust
- Natan Sharansky
- Andrej Sinjavski
- Aleksandr Solzjenitsyn
- Raoul Wallenberg
- Lina Codina, echtgenote van Sergej Prokofjev

- Gemeinsame Normdatei: 4467455-7
- Nationale Bibliotheek van Letland: 000124975
- Virtual International Authority File: 157252350